# 焉耆都督府
焉耆都督府，唐羁縻都督府。
贞观十八年（644年）置，治所在焉耆镇（今新疆维吾尔自治区焉耆回族自治县）。属安西都护府。开元七年（719年）后为唐安西四镇之一。贞元六年（790年）后废。 